# جمعية رعاية الأطفال في شيكاغو

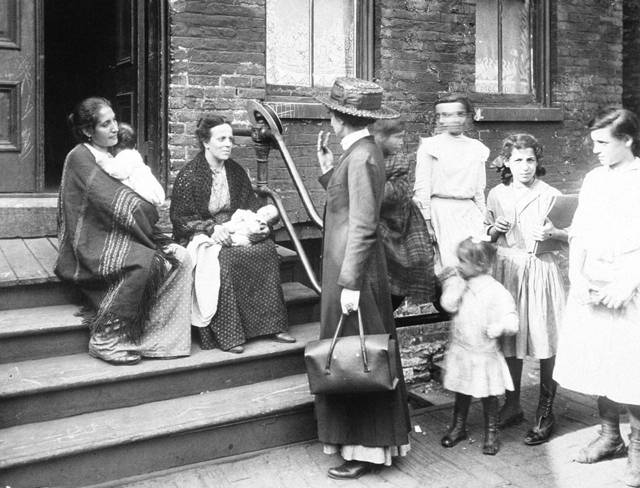
ممرضة جمعية رعاية الأطفال في شيكاغو مع أمهات الرضع في عام 1911.

تشجع جمعية رعاية الأطفال في شيكاغو رعاية الأطفال في منطقة شيكاغو بالولايات المتحدة.  تأسست في عام 1911 من قبل الموظفين والمتطوعين في لجنة ألبان شيكاغو. 

## روابط خارجية
- https://infantwelfaresociety.org/